# Karashen (Askeran)
Karashen (in armeno Քարաշեն?), anche Dashushen o Dashkand (in armeno Դաշուշեն? in azero Daşkənd) è una piccola comunità rurale del distretto di Xocalı in Azerbaigian, facente parte fino al 2023 della regione di Askeran nella repubblica di Artsakh (fino al 2017 denominata repubblica del Nagorno Karabakh).
Nel 2005 contava poco più di cento abitanti e sorge quasi alla periferia meridionale della capitale Step'anakert, a pochissimi chilometri da questa.